# علم مستعمرة عدن

علم مستعمرة عدن.

علم مستعمرة عدن (بالإنجليزية:Flag of the Colony of Aden) ، هي العلم العدني التابع لـ بريطانيا العظمى قبل تسليمه لليمنيين عام 1963م، وهي الفترة التي رفع فيها العلم البريطاني من عام 1937 إلى تاريخ 18 يناير 1963م، ظهرت إشارة العلم العدني على شكل شراعية عربية تسير في البحر، وقد صممه البريطاني جورج كروغر-جاري.

## المصدر
1. ↑  "Colony of Aden (Yemen)". CRW Flags. مؤرشف من الأصل في 2017-12-22. اطلع عليه بتاريخ 2011-07-30.